# Lauri Aus
Lauri Aus (Tartu, 4 novembre 1970 – Tartumaa, 20 luglio 2003) è stato un ciclista su strada estone, fino al 1991 sovietico.

## Carriera
Dopo le buone prestazioni a livello giovanile (quinto nella prova in linea ai Giochi olimpici di Barcellona nel 1992), passò professionista nel 1995 con la Mutuelle de Seine-et-Marne. Passista veloce, colse vittorie soprattutto in brevi corse a tappe francesi. Nel 2000 si laureò campione nazionale estone su strada sia in linea che a cronometro.
Il 20 luglio 2003, mentre si stava allenando sulle strade di casa, venne investito ed ucciso da un camion il cui conducente era in stato di ebbrezza. Aus aveva 32 anni ed aveva ottenuto 17 vittorie in carriera.

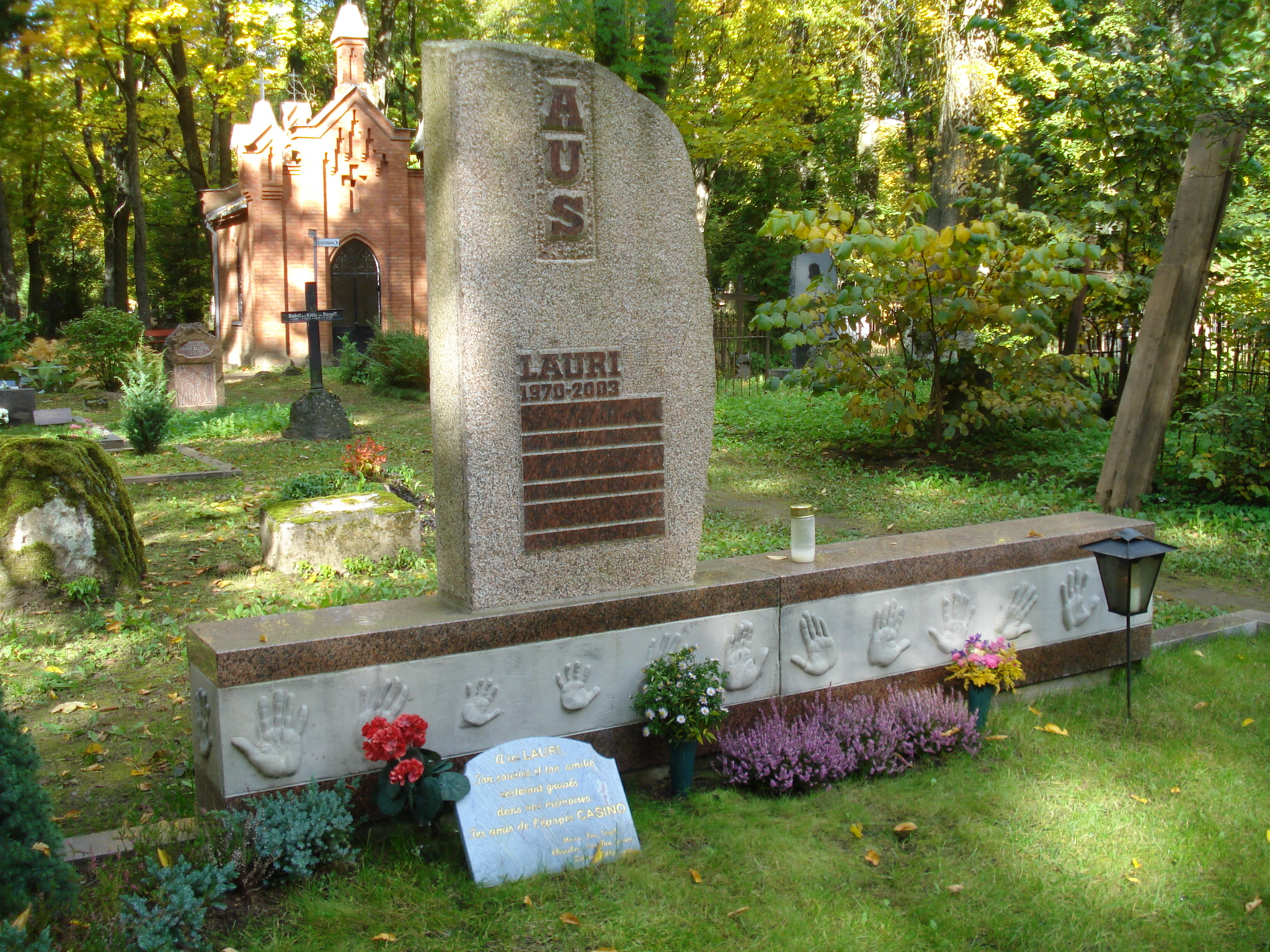
La lapide in sua memoria al cimitero di Tartu

## Palmarès
- 1996

2ª tappa Tour du Poitou-Charentes
6ª tappa Tour du Poitou-Charentes
3ª tappa Ruban Granitier Breton
6ª tappa Ruban Granitier Breton
- 1997

3ª tappa Tour du Limousin
Classifica generale Tour du Limousin
1ª tappa Tour de Pologne
- 1998

Classic Haribo
1ª tappa Tour du Poitou-Charentes
Classifica generale Tour du Poitou-Charentes
1ª tappa Tour de l'Oise
- 1999

Grand Prix d'Isbergues
- 2000

Campionati estoni, Prova in linea
Campionati estoni, Prova a cronometro
- 2001

5ª tappa Tour du Poitou-Charentes

## Piazzamenti

### Grandi Giri
- Tour de France

1997: 124º
2000: ritirato (13ª tappa)
- Vuelta a España

1998: fuori tempo (11ª tappa)
2002: ritirato (8ª tappa)